# Диоксидихлорид вольфрама
Диоксидихлори́д вольфра́ма — неорганическое соединение, оксосоль металла вольфрама и соляной кислоты с формулой WO2Cl2,
жёлто-красные кристаллы,
реагирует с водой.

## Получение
- Действие хлора на оксид вольфрама(VI) при нагревании:

{\displaystyle {\mathsf {2WO_{3}+2Cl_{2}\ {\xrightarrow {700^{o}C}}\ 2WO_{2}Cl_{2}+O_{2}}}}
- Действие хлористого водорода на оксид вольфрама(VI) при нагревании:

{\displaystyle {\mathsf {WO_{3}+HCl\ {\xrightarrow {400^{o}C}}\ WO_{2}Cl_{2}+H_{2}O}}}
- Действие хлора на оксид вольфрама(IV) при нагревании:

{\displaystyle {\mathsf {WO_{2}+Cl_{2}\ {\xrightarrow {540^{o}C}}\ WO_{2}Cl_{2}}}}
- Действие хлорида кальция на оксид вольфрама(VI) при нагревании:

{\displaystyle {\mathsf {2WO_{3}+CaCl_{2}\ {\xrightarrow {800-900^{o}C}}\ WO_{2}Cl_{2}+CaWO_{4}}}}
- Реакция оксида вольфрама(VI) с хлоридом вольфрама(VI) при повышенной температуре:

{\displaystyle {\mathsf {2WO_{3}+WCl_{6}\ {\xrightarrow {400^{o}C}}\ 3WO_{2}Cl_{2}}}}

## Физические свойства
Диоксидихлорид вольфрама образует жёлто-красные кристаллы, легко очищаемые сублимацией.
Реагирует с водой.
Плохо растворяется в этаноле.

## Химические свойства
- Реагирует с водой:

{\displaystyle {\mathsf {WO_{2}Cl_{2}+H_{2}O\ {\xrightarrow {}}\ WO_{3}+2HCl}}}
- Разлагается при нагревании:

{\displaystyle {\mathsf {2WO_{2}Cl_{2}\ {\xrightarrow {T}}\ WOCl_{4}+WO_{3}}}}
- Реагирует с хлоридом вольфрама(VI) при нагревании:

{\displaystyle {\mathsf {WO_{2}Cl_{2}+WCl_{6}\ {\xrightarrow {T}}\ 2WOCl_{4}}}}